# Janeiro de Cima
Janeiro de Cima é uma aldeia portuguesa localizada no concelho do Fundão e que foi sede da extinta freguesia com o mesmo nome, freguesia que tinha 11,93 km² de área e 306 habitantes (2011), e, por isso, uma densidade populacional de 25,1 hab/km².
A Freguesia de Janeiro de Cima foi extinta em 2013, no âmbito de uma reforma administrativa nacional, para, em conjunto com a Freguesia de Bogas de Baixo, formar uma nova freguesia denominada União das Freguesias de Janeiro de Cima e Bogas de Baixo da qual é a sede.
Esta aldeia é uma das 27 incluídas na Rede das Aldeias de Xisto. Situa-se nas margens do rio Zêzere. 
A produção de linho foi, outrora, uma importante atividade na freguesia e da envolvência das comunidades em torno do rio Zêzere.

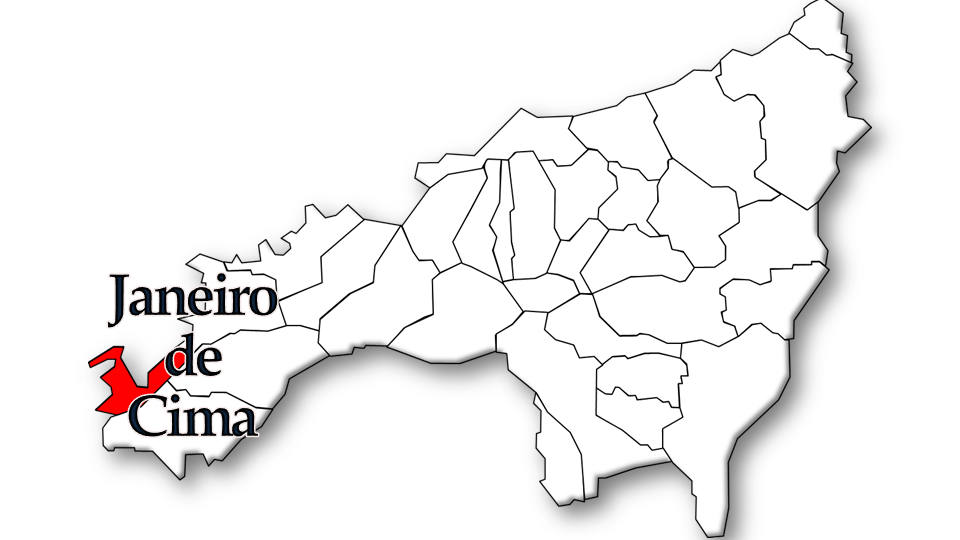
Localização no Município do Fundão

## População
| População da freguesia de Janeiro de Cima | População da freguesia de Janeiro de Cima | População da freguesia de Janeiro de Cima | População da freguesia de Janeiro de Cima | População da freguesia de Janeiro de Cima | População da freguesia de Janeiro de Cima | População da freguesia de Janeiro de Cima | População da freguesia de Janeiro de Cima | População da freguesia de Janeiro de Cima | População da freguesia de Janeiro de Cima | População da freguesia de Janeiro de Cima | População da freguesia de Janeiro de Cima | População da freguesia de Janeiro de Cima | População da freguesia de Janeiro de Cima | População da freguesia de Janeiro de Cima |
| ----------------------------------------- | ----------------------------------------- | ----------------------------------------- | ----------------------------------------- | ----------------------------------------- | ----------------------------------------- | ----------------------------------------- | ----------------------------------------- | ----------------------------------------- | ----------------------------------------- | ----------------------------------------- | ----------------------------------------- | ----------------------------------------- | ----------------------------------------- | ----------------------------------------- |
| 1864                                      | 1878                                      | 1890                                      | 1900                                      | 1911                                      | 1920                                      | 1930                                      | 1940                                      | 1950                                      | 1960                                      | 1970                                      | 1981                                      | 1991                                      | 2001                                      | 2011                                      |
| 498                                       | 533                                       | 594                                       | 607                                       | 640                                       | 648                                       | 648                                       | 720                                       | 719                                       | 622                                       | 560                                       | 542                                       | 442                                       | 352                                       | 306                                       |

## Património
- Igreja Nova (matriz) e Igreja de Nossa Senhora da Assunção
- Capelas de Nossa Senhora do Livramento, do Divino Espírito Santo e do Mártir S. Sebastião (e bosque)
- Cruzeiro
- Alminhas
- Gravuras rupestres do Poço do Charquinho
- Trecho do rio Zêzere e praia fluvial
- Lugares do Alto da Quinta e de Peixoto

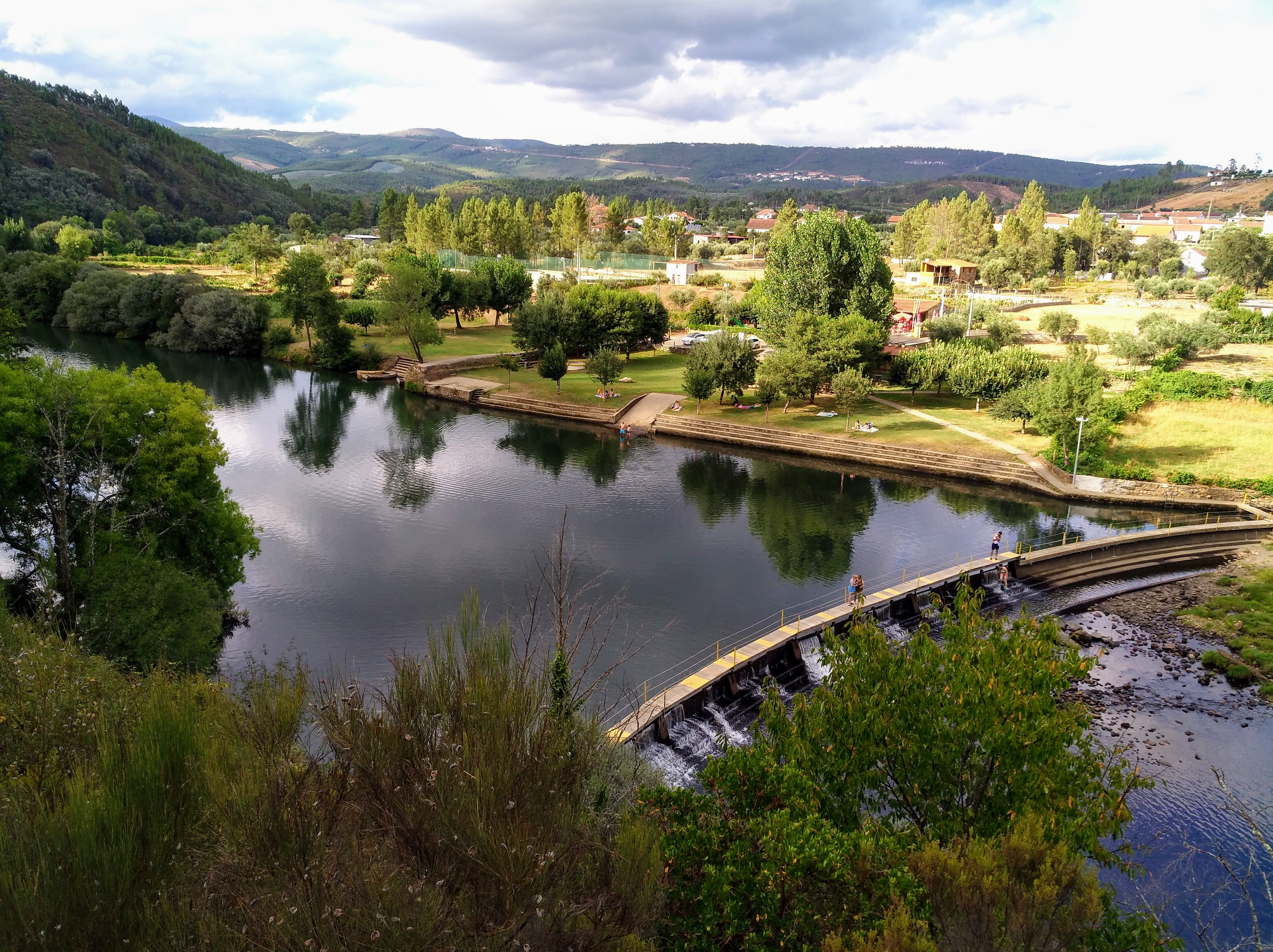
Praia fluvial no rio Zêzere junto a Janeiro de Cima